# FHM
«FHM» (повна назва англ. For Him Magazine — «Журнал „Для нього“») — британський щомісячний журнал для чоловіків. Відомий своїм списком FHM 100 Sexiest Women in the World, в який входять моделі, телеведучі, акторки та співачки.
17 листопада 2015 на сайті FHM було оголошено, що наступні публікації будуть призупинені.

## Історія
Журнал був створеним Крісом Астрайдге в 1985 в Британії і першочергово мав назву «For Him Magazine». У 1994 його викупила компанія «Emap Consumer Media» і він почав називатися «FHM». Весною 1987 почав виходити квартально, з 1994 — щомісячно. В 90-х він став одним з найпопулярніших журналів Британії. За підрахунками 1999 року в місяць журнал продавався тиражем 700,000 копій.
Швидко почав завойовувати міжнародні ринки і з часом почав публікуватися у 27 країнах, включаючи Пакистан та Індію. Ближче до кінця 2010-х видавався в 30 країнах світу: Австралія, Болгарія, Велика Британія, Ізраїль, Індія, Індонезія, Іспанія, Естонія, Китай, Латвія, Литва, Малайзія, Нідерланди, Німеччина, Норвегія, Південна Африка, Португалія, Росія, Румунія, США, Сінгапур, Словенія, Таїланд, Тайвань, Туреччина, Угорщина, Філіппіни, Франція, Хорватія, Чехія.
В лютому 2008 його купила компанія з Гамбургу, Bauer Media Group, як частину викуплення компанії EMAP.
17 листопада 2015 FHM повідомив, що наступні публікації будуть призупинені, проте сайт буде продовжуватися підтримуватися і оновлюватися.

## 100 найсексуальніших жінок світу
Щорічно в додатку до журналу публікувався список «100 найсексуальніших жінок світу» (англ. 100 Sexiest woman in the World).
Спочатку читачі журналу FHM складали список 100 претенденток з-поміж найсексуальніших і привабливих дівчат і жінок світу, а потім проводили голосування, завдяки якому присуджували ті або інші місця. Остаточний рейтинг публікувався в червні.
У різні роки цей список очолювали:
| Рік  | Ім'я                    | Вік | Примітки                                                                            |
| ---- | ----------------------- | --- | ----------------------------------------------------------------------------------- |
| 1995 | Клаудія Шиффер          | 25  | Перша супермодель, яка отримала це звання                                           |
| 1996 | Джилліан Андерсон       | 28  | Перша телезірка, яка отримала нагороду Перша переможниця, яка була вибрана читачами |
| 1997 | Тері Хетчер             | 33  | Перша жінка за 30, яка отримала це звання                                           |
| 1998 | Дженні Маккарті         | 26  | Американська акторка та модель                                                      |
| 1999 | Сара Мішель Геллар      | 22  | Американська акторка                                                                |
| 2000 | Дженніфер Лопес         | 31  | Американська попспівачка та акторка                                                 |
| 2001 | Дженніфер Лопес         | 32  | Перша жінка, яка здобула нагороду два рази підряд                                   |
| 2002 | Анна Курникова          | 22  | Перша спортсменка, яка отримала це звання                                           |
| 2003 | Геллі Беррі             | 37  | Найстарша жінка, яка отримала нагороду Перша афроамериканка                         |
| 2004 | Брітні Спірс            | 22  | Американська попспівачка                                                            |
| 2005 | Келлі Брук              | 25  | Перша британка Британська модель                                                    |
| 2006 | Кіра Найтлі             | 21  | Наймолодша переможниця Британська акторка та модель                                 |
| 2007 | Джессіка Альба          | 26  | Американська акторка                                                                |
| 2008 | Меган Фокс              | 22  | Американська акторка                                                                |
| 2009 | Шеріл Коул              | 25  | Британська співачка, солістка гурту Girls Aloud                                     |
| 2010 | Шеріл Коул              | 26  | Друга жінка, яка здобула нагороду два рази підряд                                   |
| 2011 | Роузі Хантінгтон-Вайтлі | 24  | Британська акторка                                                                  |
| 2012 | Туліса Контоставлос     | 23  | Британська співачка                                                                 |
| 2013 | Міла Куніс              | 29  | Американська акторка українського походження                                        |
| 2014 | Дженніфер Лоуренс       | 23  | Американська акторка                                                                |
| 2015 | Мішель Кіган            | 27  | Британська акторка                                                                  |
| 2016 | Марго Роббі             | 26  | Австралійська акторка                                                               |